# رالف شافلد
رالف شافلد (انگلیسی: Ralf Schaffeld؛ زادهٔ ۱۳ آوریل ۱۹۵۹) بازیکن فوتبال اهل آلمان است.
از باشگاه‌هایی که در آن بازی کرده‌است می‌توان به باشگاه فوتبال بوخوم اشاره کرد.